# Župnija Sv. Križ nad Jesenicami
Župnija Sv. Križ nad Jesenicami je rimskokatoliška teritorialna župnija Dekanije Radovljica Nadškofije Ljubljana. Župnijska cerkev Župnije Sv. Križ nad Jesenicami je posvečena povišanju svetega Križa.